# Combat des Balmettes
Le combat des Balmettes est une embuscade tendue en mars 1814 entre Torcieu et Saint-Germain par des paysans, des gardes nationaux de Tenay et de Saint-Rambert et des hommes du 23e régiment d'infanterie de ligne qui tinrent tête plusieurs jours à un détachement de 600 Autrichiens.

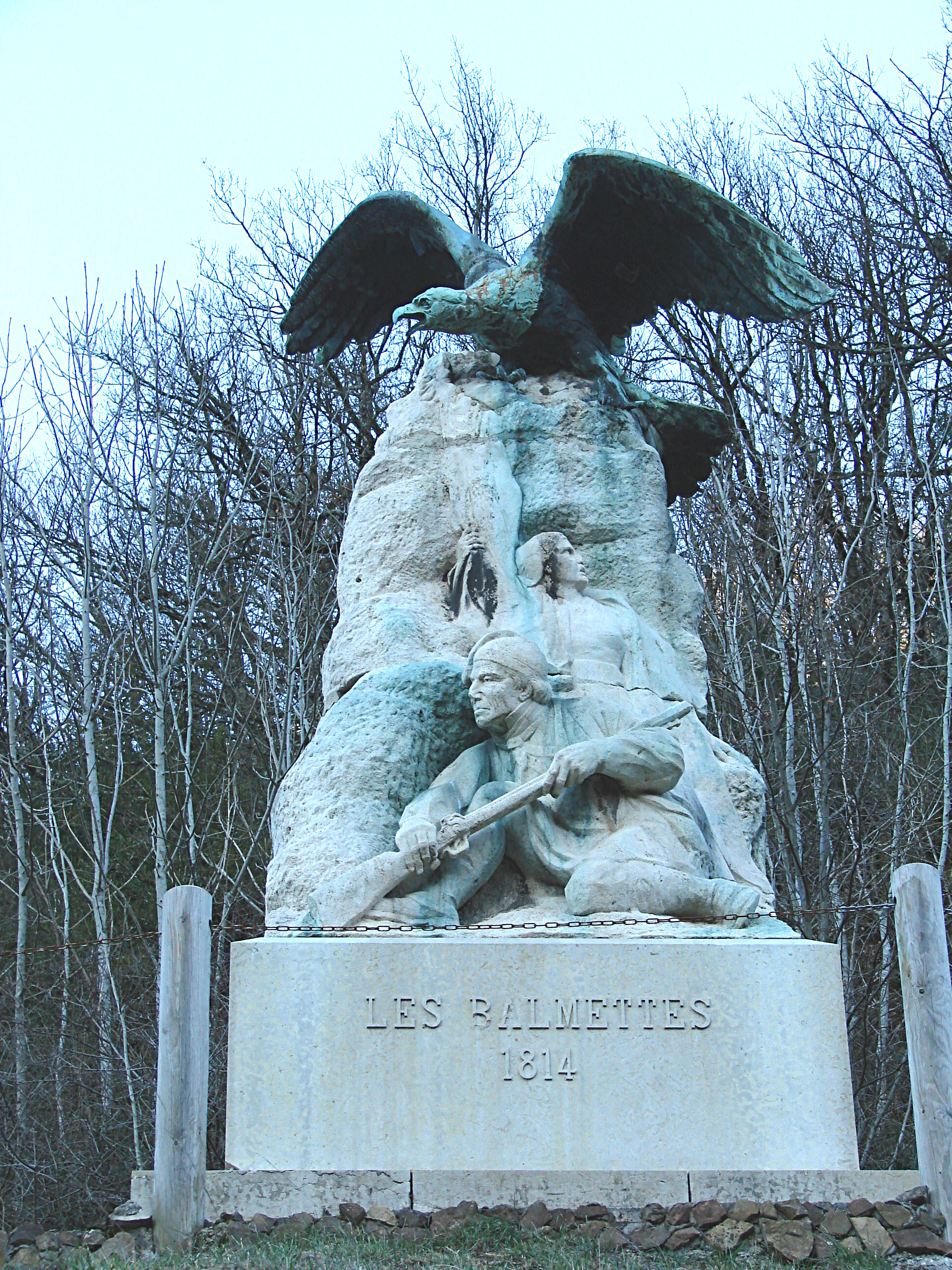
L'Aigle des Balmettes

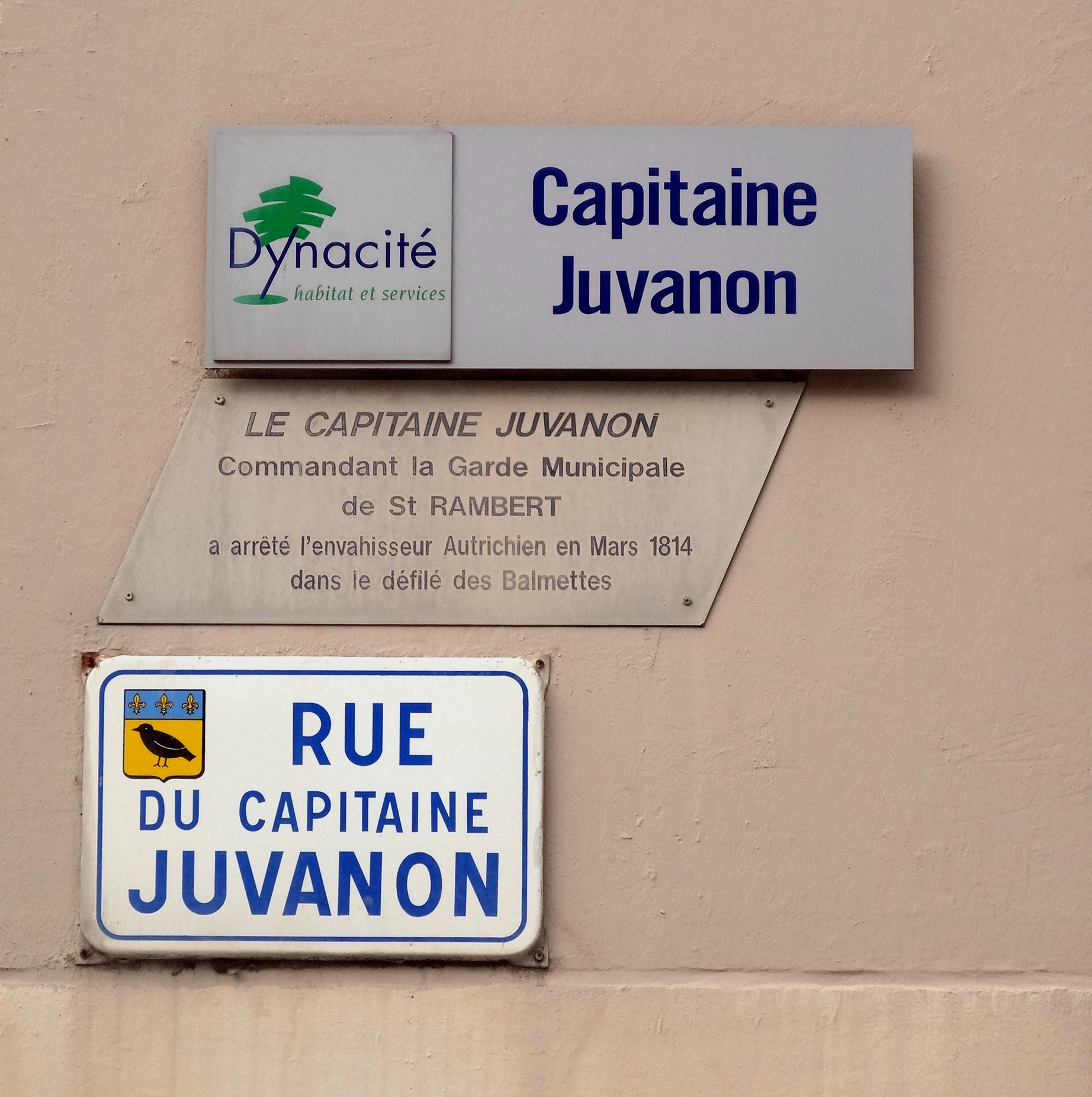
Plaque commémorant le capitaine Juvanon, dans la rue du même nom.

## Campagne de France: la situation dans l'Ain
Après la Retraite de Russie, les troupes de la coalition autrichienne attaquent la France sur son territoire national.
Napoléon Ier tente d'éviter ou d'arrêter l'invasion de la France et de conserver son trône.
La campagne de France se déroule de janvier à avril 1814.
En janvier 1814, les troupes du général autrichien Ferdinand de Bubna pènètrent en Bugey et s'emparent de Saint-Claude (Jura) et de Fort l'Écluse pris le 3 janvier (il fut repris le 1er mars par le général Bardet) . La forteresse de Pierre-Châtel est assiégée. 
Bourg-en-Bresse est pris et pillé par les troupes autrichiennes en représailles de sa résistance.
On assiste à de nombreux mouvements de troupes et escarmouches dans tout le département.
Les civils endurent vexations et brimades et se voient imposer de terribles réquisitions. Les actes de résistance se multiplient. Les habitants du Bugey s'arment pour défendre leurs montagnes.

## Le combat
Le 15 mars 1814, des paysans et des gardes nationaux sédentaires de Torcieu se réunissent autour d’un détachement de 60 hommes du 23e régiment d'infanterie de ligne venant de Pierre-Châtel, qui arrive le 16 aux Balmettes.
Le 16, au matin, des Cosaques poussent jusqu’à Leyment, Saint-Denis et Ambérieu, alors que des mesures de défenses sont mises en place.
Entre le 16 et le 18, des gardes nationaux de Tenay et de Saint-Rambert se joignent aux hommes du 23e régiment d'infanterie de ligne, le maire de Contrevoz refusant d’envoyer ses hommes.
Aux Balmettes, ils préparent une embuscade dans laquelle tombent un détachement de 600 Autrichiens, qui doivent retraiter. Le 18, le détachement du 23e de ligne doit se replier sur Saint-Rambert. Le jour même, le maire de Contrevoz annonce ne pas vouloir prendre de décisions qui puissent « faire incendier nos villages sans aucun résultat pour le pays ».
Alors que la crainte de voir son village brûler tétanise le maire de Contrevoz, dans un élan patriotique, le 21 mars, des habitants de Saint-Rambert peut-être avec ceux de  Torcieu et Rossillon, sous la conduite du Capitaine Juvanon se positionnent aux Balmettes, sur Saint-Germain.
La position est médiocre mais propice à couper l’étroite vallée de l’Albarine à cet endroit. Le 22 mars 1814, des troupes Autrichiennes arrivant de l’arrondissement de Nantua, les paysans du Bugey tirent dessus.
Les Autrichiens du poste ayant reflué, les paysans de Saint-Rambert s’en retournent chez eux le 23. Au même moment, les Autrichiens avaient été inquiétés à Serrières. « On leur avait tué quinze hussards qui marchaient isolement ».
Malgré ces actes de résistance, commentés par les civils, l’invasion n’a « pas fait trop de grands ravages » pour les bugistes.
Le 24 mars, l’officier commandant les troupes autrichiennes d’Ambérieu demande au maire de Saint-Rambert que les « quelques étourdis et mauvais sujets » rentrent dans leurs foyers tout en exigeant les chefs des mutins et ceux qui ont pris la tête de la résistance.
Le 25 mars, à Pont-d'Ain, le baron de Neugebauer-Potonel accorde un pardon général. Cette mesure politique vise à montrer la mansuétude des Alliés et surtout éviter que les vallées du Bugey deviennent une petite Espagne ou un petit Tyrol pour leurs troupes.

## Le souvenir de l'embuscade
- Le 12 juillet 1914 fut inauguré, pour le centenaire de l'escarmouche, un monument commémoratif, appelé L'Aigle des Balmettes, qui surplombe la vallée entre Torcieu et Saint-Germain (commune d'Ambérieu-en-Bugey).

- Les Thermopyles de 1814 (1898)  est un récit romancé de cet événement écrit par Alexandre Bérard.

## Sources
- Cet article est partiellement ou en totalité issu de l'article intitulé « Torcieu » (voir la liste des auteurs).
- « Sehri » [PDF]